# Ił-20
Ił-20 (ros. Ил-20) – radziecki samolot rozpoznawczy, przeznaczony do rozpoznania obrazowego i elektronicznego, opracowany na bazie pasażerskiej maszyny Ił-18D. Oznaczenie kodowe NATO – Coot-A. Zbliżoną specjalistyczną wersją wojskową jest powietrzny punkt dowodzenia lub samolot walki radioelektronicznej Ił-22. Samoloty te są nadal używane w XXI wieku przez lotnictwo Rosji.

## Historia

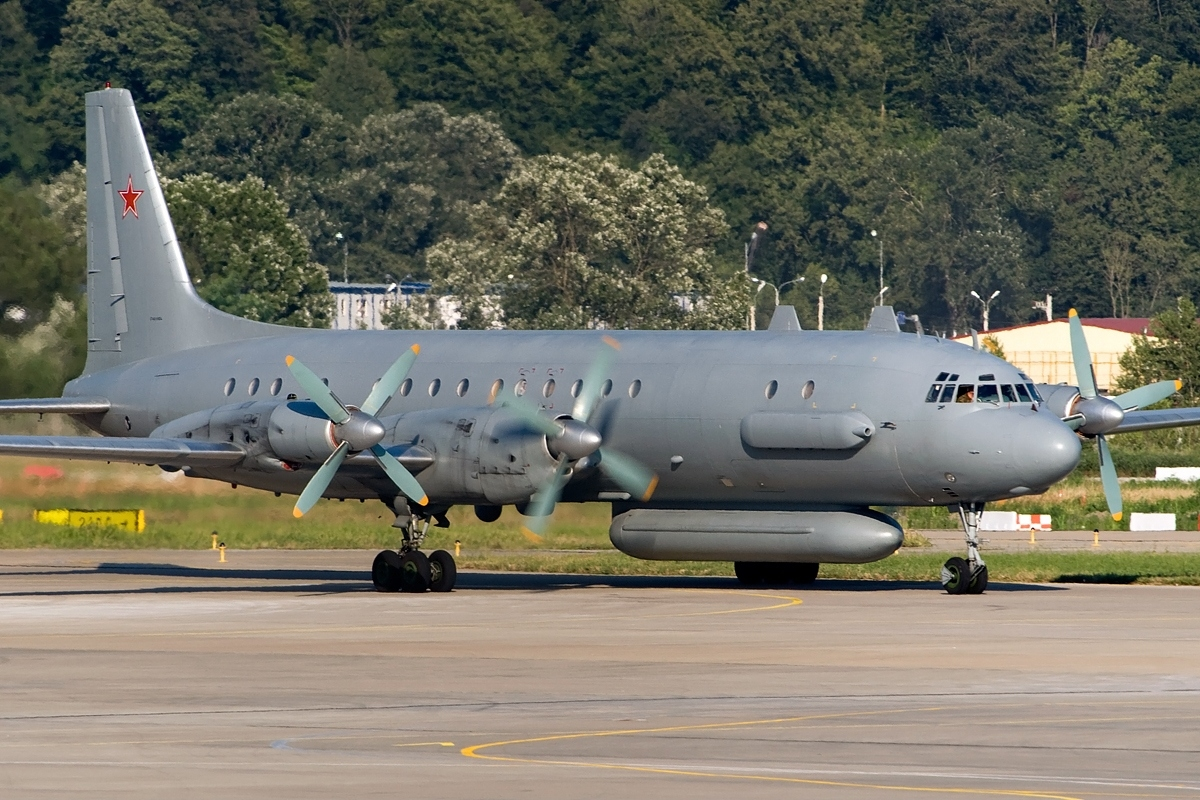
Ił-20M

23 marca 1965 roku Komisja Wojskowo-Przemysłowa przy prezydium rządu ZSRR, i na mocy rozkazu szefa resortu przemysłu lotniczego, przyjęła uchwałę o budowie nowego samolotu rozpoznawczego o szerokich możliwościach działania. Nowa maszyna miała prowadzić rozpoznanie obrazowe oraz rozpoznanie elektroniczne. Samolot miał prowadzić rozpoznanie w rodzajach rozpoznania elektronicznego – rozpoznanie w strefie telekomunikacji, tj. wykrywać, przechwytywać i namierzać źródła telekomunikacyjne i IT oraz rozpoznanie elektromagnetyczne strefy spoza telekomunikacji, czyli wykrywać, przechwytywać i analizować źródła promieniowania elektromagnetycznego z radarów, a za pomocą radaru obserwacji bocznej prowadzić rozpoznanie terenu. Jako że zakładano, iż nowy samolot nie będzie latał nad wrogim terytorium, lecz prowadził operacje z bezpiecznej przestrzeni międzynarodowej lub własnego terytorium, jako platformę dla nowego systemu wybrano nowoczesny jak na tamte czasy pasażerski samolot o napędzie turbośmigłowym Ił-18. Początkowo, nowa konstrukcja otrzymała oznaczenie Ił-18D Igła (nazwa pochodziła od nazwy systemu radiolokacyjnego). Do prac nad nową maszyną, oznaczoną jako "wyrób 17" (izdielije 17), przystąpiono w maju 1967 roku w moskiewskim zakładzie Znamia Truda (Знамя Труда, pol. „Sztandar pracy”). Do modernizacji wybrano egzemplarz samolotu Ił-18D o numerze seryjnym 186009403. Wzmocniono wybrane węzły kadłuba aby utrzymać wytrzymałość konstrukcji po zamontowaniu dużej, podkadłubowej gondoli o długości 9,5 m i średnicy 0,9 m zamocowanej pomiędzy wręgami numer 8 i 27. Dolna część gondoli wykonana była z materiału radioprzeźroczystego. Jej montaż spowodował zmianę sterowności samolotu, przez co pilotaż płatowca stał się trudniejszy niż pasażerskiego Ił-18. 
Dekrety nakazujące budowę samolotu, stały się również podstawą do uruchomienia prac nad wyposażeniem zadaniowym nowej konstrukcji. Radar obserwacji bocznej, jaki miał wejść w skład czujników pokładowych, o nazwie Igła, z fazowaną anteną, powstał na bazie cywilnego radaru Toros przeznaczonego dla samolotu rozpoznania lodowego An-24ŁR. Igłę opracowano w latach 1965–1967 w Specjalnym Biurze Konstrukcyjnym Nr 1, będącym częścią Instytutu Naukowo-Badawczego Radioelektroniki (później Zjednoczenie Naukowo-Produkcyjne "Leniniec"). 
Gotowy prototyp, już oznaczony jako Ił-20, do swojego pierwszego lotu wzbił się w powietrze 21 marca 1968 roku. Na pokładzie nie było jeszcze docelowego wyposażenia, ale maszyna obudowana była już owiewkami, w których miały znaleźć się przewidywane systemy i urządzenia. Próby zakładowe samolotu, wyposażonego już w docelowe systemy trwały od grudnia 1968 roku do sierpnia 1969, a po ich zakończeniu podjęto decyzję o produkcji seryjnej samolotu. Pierwsza seryjna maszyna ukończona została pod koniec 1969 roku. W lutym 1970 roku, prototyp z fabryczną załogą, wziął udział w ćwiczeniach wojskowych "Dwina-70". Do czasu zakończenia produkcji 1976 wybudowano około 20 samolotów (w źródłach pojawia się również liczba 24 egzemplarzy).

## Wyposażenie

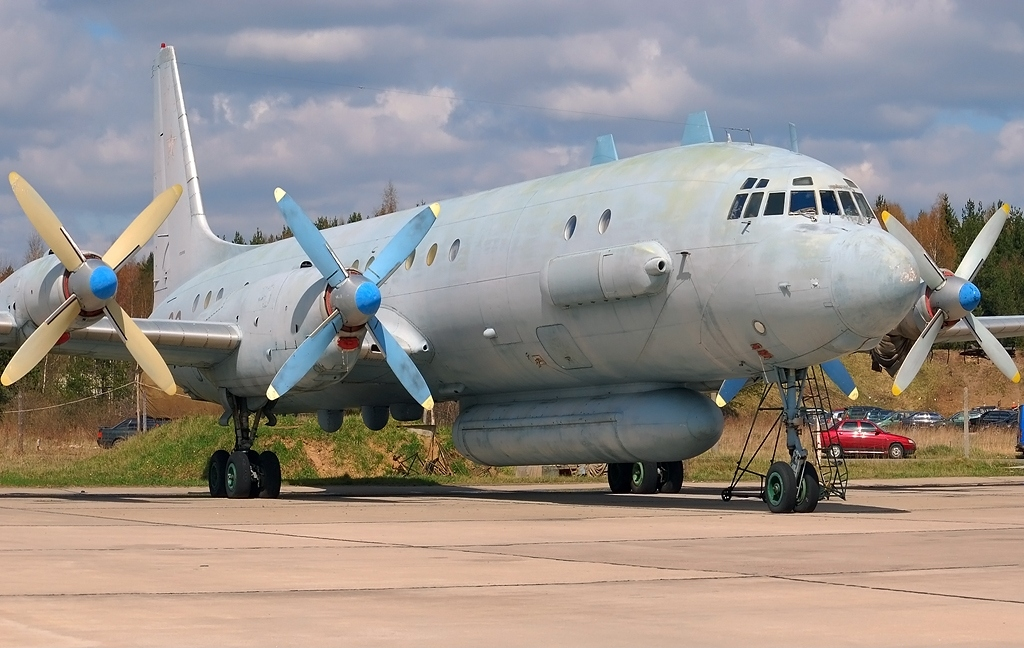
Ił-20M

Podstawowa wersja samolotu Ił-20 wyposażona była w system radiolokacyjny Igła-1 z anteną boczną radaru znajdującą się w długiej owiewce umieszczonej pod kadłubem samolotu. Radar pracował w zakresie fali o długości 2 cm i dawał obraz o bardzo wysokiej rozdzielczości. Duże owiewki po bokach kadłuba, w przedniej jego części mieściły zamocowane na stałe dwa aparaty fotograficzne A-87P o ogniskowej 1200 mm (po jednym po każdej stronie). Aparaty wykonywały zdjęcia pod kątem 57°10′, 70° lub 82°30′ od pionu. Podczas wykonywania zdjęcia w owiewce odsuwana była osłona i przez odkryte okno z płaskim szkłem optycznym wykonywano zdjęcia. Zamiast aparatów fotograficznych A-87P istniała możliwość zainstalowania systemu z kamerą telewizyjną T-2. Pod kadłubem umieszczono dwa aparaty fotograficzne przeznaczone do wykonywania zdjęć topograficznych pionowo w dół. Aparaty były wymienne, używano TAFA-10 o ogniskowej 100 mm, AFA-41/20 o ogniskowej 200 mm lub AFA-42/100 o ogniskowej 1000 mm lub inne. Boczne owiewki mieściły również anteny systemu SRS-3 Romb-1 wykrywającego emisje radarowe, określającego kierunek, z którego nadeszła zarejestrowana emisja, jak również częstotliwość pracy wykrytego radaru. Podobną funkcję pełnił system SRS-4 Kwadrat-2, którego anteny umieszczone były w kopulastych owiewkach pod kadłubem w tylnej jego części. Z przodu kadłuba samolotu na jego górze zainstalowano płaskie anteny systemu SRS-5 Wisznia. System umożliwiał rejestrowanie rozmów na częstotliwościach radiowych. Wszystkie systemy obsługiwało sześciu operatorów. Obsługę samolotu stanowiła załoga złożona z dwóch pilotów, nawigatora, inżyniera pokładowego i łącznościowca. Załoga miała do dyspozycji przedział wypoczynkowy z szafkami, bufetem, fotelami i toaletą. Fotele członków załogi przystosowane były do użycia spadochronów S-1-15I. W sytuacji awaryjnej, załoga miała do dyspozycji dodatkowe wyjście awaryjne, które znalazło się w tylnej części kadłuba po prawej stronie oraz dwie tratwy ratunkowe PSN-6.
Kilka pierwszych maszyn wybudowano w wersji Ił-20, kolejne w wersji Ił-20M z nową stacją SRS Romb-4 i zmodernizowaną SRS-4 Kwadrat-2. Zwiększono liczbę załogi do trzynastu osób. Samoloty budowano w latach 1968–1970. Łącznie zbudowano 20 egzemplarzy (niektóre źródła podają 24). 
Jeszcze w czasach Związku Radzieckiego zainicjowano pierwsze prace modernizacyjne wyposażenia maszyny. Samolotem testowym został egzemplarz o numerze seryjnym 173011501. W trakcie prac remontowych w 20. Lotniczym Zakładzie Remontowym, nowe wyposażenie zamontowano prawdopodobnie we wszystkich, przechodzących remonty i przeglądy samolotach. Tak zmodernizowane Iły otrzymały oznaczenie Ił-20M1.

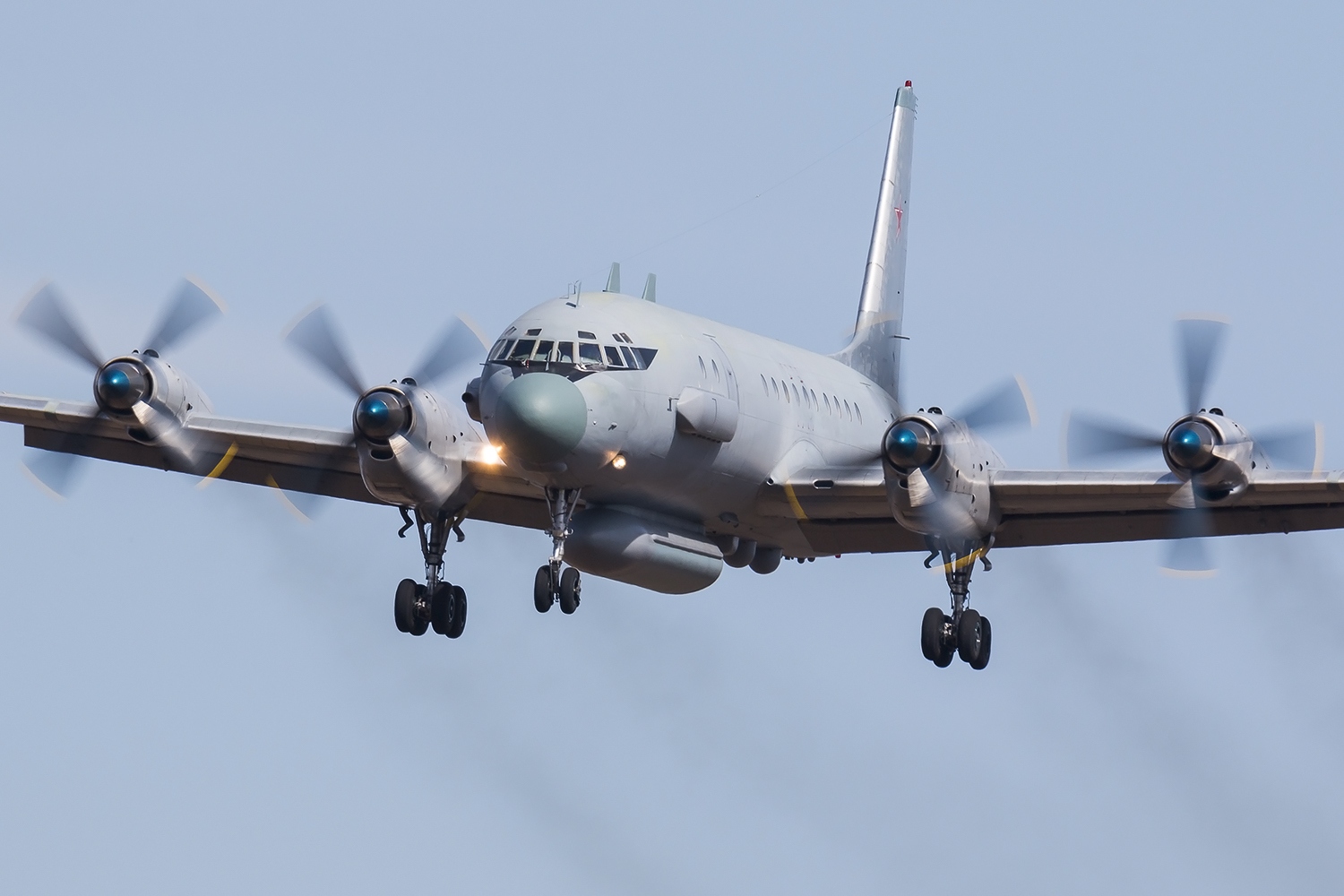
Ił-20M

W 2009 roku uruchomiono program modernizacji samolotów Ił-20 znany pod kryptonimem Recenzent. Głównym wykonawcą programu była wytwórnia Iljuszyn, podwykonawcą instytut NIIS z Sankt Petersburga. NIIS odpowiadał za zaprojektowanie i zbudowanie nowego kompleksu rozpoznawczego oznaczonego jako NW1.17. W jego skład wchodzi radar obserwacji bocznej z anteną o długości 9,5 m umieszczoną w podkadłubowej gondoli. Nie jest jasne w jakim stopniu zachowano elementy kompleksu Igła, jednak na pewno nowa jest część obliczeniowa. Za gondolą, posuwając się w kierunku ogona maszyny, umieszczono jeszcze dwie owiewki. Pierwsza z nich mieści mniejszy radar obserwacji dookrężnej. Następnym zmodernizowanym układem jest system rozpoznania radiotechnicznego będący prawdopodobnie odmianą wersji NW9 przeznaczonej dla samolotu Ił-38N. Jego anteny rozmieszczono wokół kadłuba samolotu. Na górze kadłuba umieszczono anteny łączności satelitarnej. Maszyna prawdopodobnie zachowała dwa lotnicze aparaty fotograficzne umieszczone w przedniej części kadłuba ale wymieniono je na nowsze wersje. System samoobrony samolotu składa się z wyrzutni pułapek termicznych i radiolokacyjnych nabojów zakłócających umieszczonych w owiewkach z boku kadłuba po obu jego stronach. W owiewce znajdują się cztery kasety mieszczące 32 ładunki kalibru 26 mm i jedna kaseta z czternastoma ładunkami kalibru 50 mm. W skład systemu wchodzi również stacja ostrzegawcza działająca w ultrafiolecie z czujnikami umieszczonymi z przodu i z tyłu kadłuba. Tak zmodernizowana maszyna otrzymała oznaczenie Ił-20MS. Zmiany wprowadzono na egzemplarzu o numerze seryjnym 116-03, który wcześniej przeszedł remont w zakładach ARZ 20. Tak zmodernizowany samolot został oblatany w lutym 2014 roku. Planowana modernizacja miała objąć większość pozostających w służbie samolotów Ił-20, z drugiej jednak strony plany może pokrzyżować brak środków finansowych na jej przeprowadzenie w większej skali.

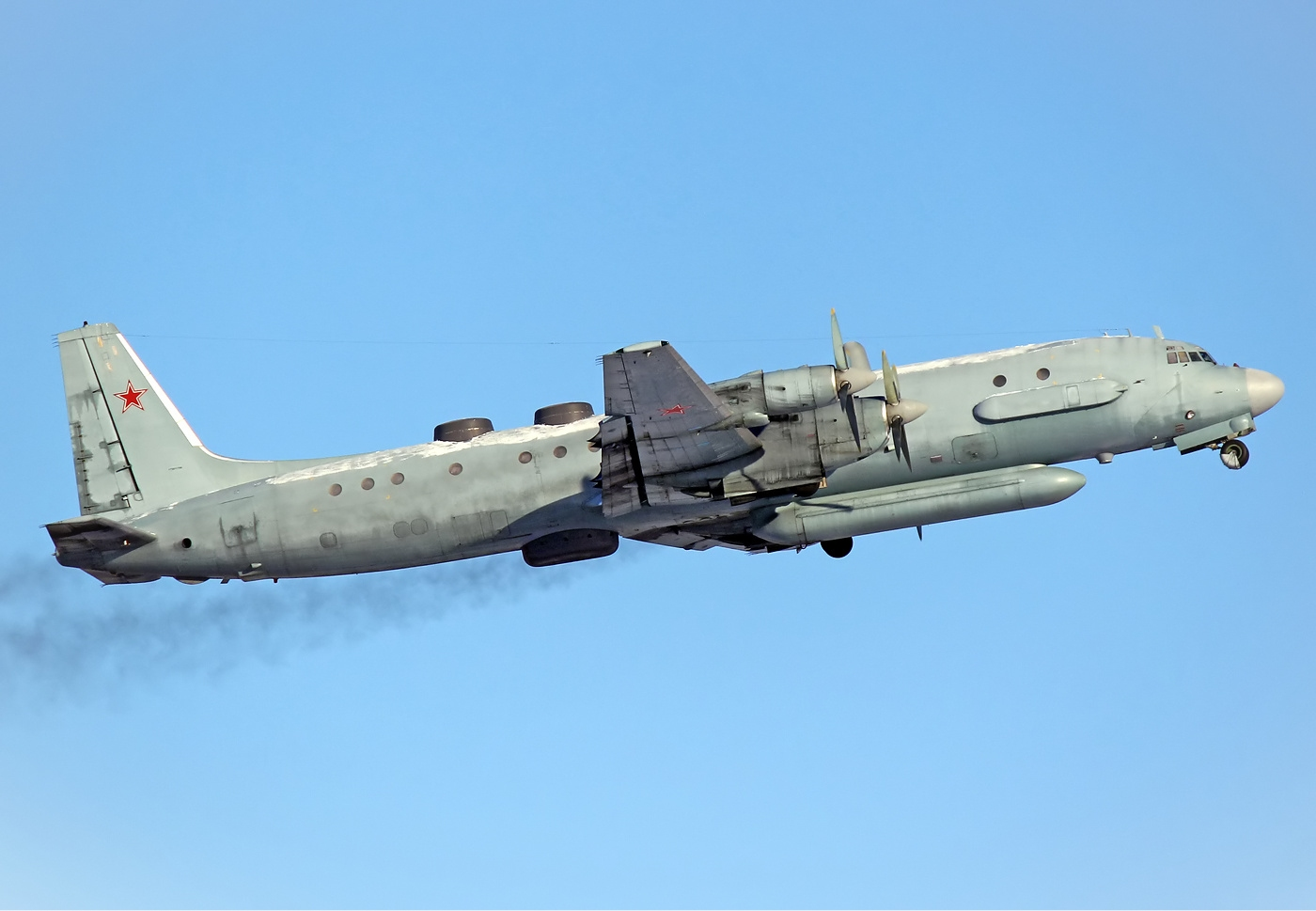
Ił-20M z dodatkowymi antenami na kadłubie

Znane są jeszcze dwie modernizacje, jakim poddano maszyny Ił-20; obydwie jednak mają charakter eksperymentalny i nie planuje się ich wdrożenia na większej liczbie samolotów. Pierwsza z modernizacji, oznaczona kryptonimem Anagramma polegała na umieszczeniu na kadłubie dodatkowych skrzynkowych anten będących prawdopodobnie elementami systemu rozpoznania radiotechnicznego, przy zachowaniu standardowego wyposażenia. Modyfikacja prawdopodobnie polegała na instalacji na pokładzie samolotu systemów zadaniowych przeznaczonych dla Tu-214R. Do tego standardu przerobiona została pojedyncza maszyna Ił-20M o numerze seryjnym 117-08 w 2004 roku. W 2012 roku samolot otrzymał rejestracje RF-91819. W październiku 2013 roku japońskie myśliwce przechwyciły maszynę u brzegów Japonii. Drugim programem modernizacyjnym był program oznaczony kryptonimem Monitor. Rozpoczął się około 2007 roku od modernizacji pojedynczego Ił-20M o numerze seryjnym 117-06. Maszyna bierze udział w programie sondowania Ziemi, w którym uczestniczą również dedykowane temu zadaniu sztuczne satelity. Program Monitor miał być nowym, wieloplatformowym systemem obserwacyjnym jednak nie doszło do jego kontynuacji.

## Wersje pochodne

### Ił-20RT

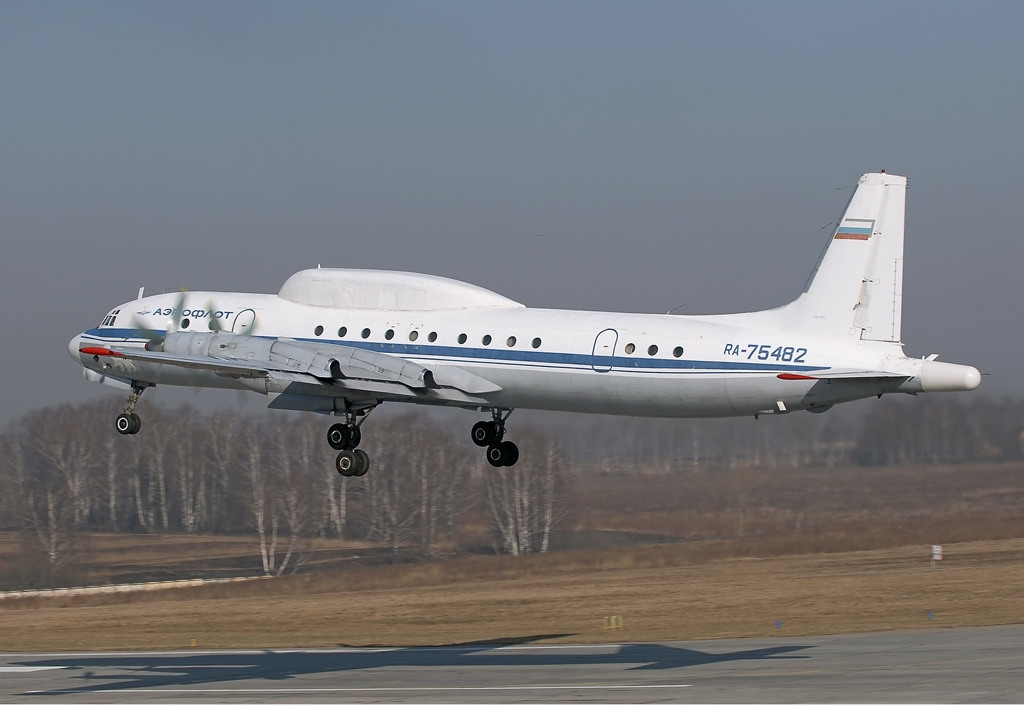
Ił-20RT

Ił-20RT (Ил-20РТ) był specjalnym wariantem samolotu telemetrycznego, służącego do pomiaru charakterystyk lotu rakiet kosmicznych i balistycznych (ros. skrót SIP – samolot - izmieritielnyj punkt, samolot – punkt pomiarowy). Wywodził się z poprzedniego samolotu o takim samym przeznaczeniu Ił-18RT, a jego prototypem stał się ulepszony wariant Ił-18RTŁ, którego próby ukończono w 1974 roku. Ił-20RT wyróżniał się wysoką na około 1 metr i długą na 11 metrów owiewką nad kadłubem, mieszczącą aparaturę telemetryczną, oraz półtorametrowym „żądłem” anteny na końcu kadłuba. Skompletowano cztery samoloty Ił-20RT (numery SSSR-75480 dо 75483). Od 1980 roku służyły na kosmodromie Bajkonur oraz we Flocie Północnej i Flocie Oceanu Spokojnego przy testach pocisków skrzydlatych jak również na poligonie Kapustin Jar. Maszyny mogły prowadzić również działania z zakresu walki elektronicznej poprzez zakłócanie obcych (chińskich) radarów, śledzących próby rakiet. Po 1991 roku samoloty zostały przejęte przez Rosję; część z nich przebudowano na transportowe.

### Ił-22/22M

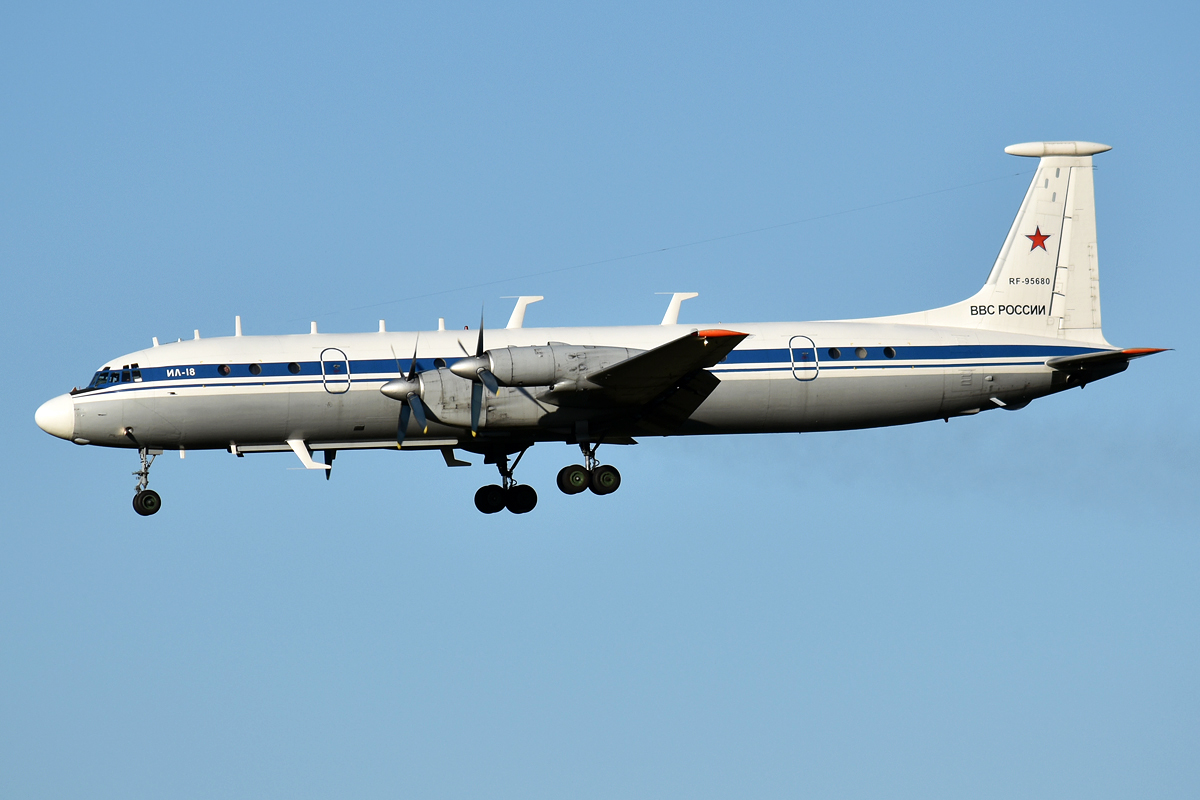
Ił-22M Zebra

Ił-22 (ponownie użyte oznaczenie, po prototypowym bombowcu z 1947 roku) był powietrznym stanowiskiem dowodzenia, opartym na konstrukcji Ił-18D. Jego rozwój zlecono jednak Eksperymentalnemu Zakładowi Budowy Maszyn (EMZ) w Żukowskim pod kierunkiem głównego konstruktora Miasiszczewa, a nie biuru Iljuszyna. Prace rozpoczęto w 1968 roku, a próby w 1971 roku. W przedziale pasażerskim urządzono miejsca robocze dla oficerów sztabu, a większość aparatury mieściła się w luku bagażowym. Wyposażono go w systemy łączności  i walki radioelektronicznej. Samolot z zewnątrz odznaczał się antenami płetwowymi na górze kadłuba, anteną w długiej półcylindrycznej owiewce pod kadłubem, oraz w wydłużonej cylindrycznej owiewce na szczycie statecznika pionowego. Jak wynika z fotografii, samoloty te malowane były w schemacie podobnym do maszyn cywilnych, jedynie ze znakami rozpoznawczymi lotnictwa wojskowego, oraz nosiły na kadłubie za kabiną pilotów fałszywe oznaczenie „Ił-18” (Ил-18). Samolot otrzymał oznaczenie wewnętrzne „wyrób 36” (izdielije 36), a następnie oznaczenie Ił-22 i nazwę kodową Bizon. Został skierowany do produkcji w 1974 roku w zakładach Znamia Truda.
Zmodernizowanym wariantem produkcyjnym był Ił-22M („wyrób 40”) o nazwie Ziebra (Зебра, pol. Zebra). Z zewnątrz odróżniał się krótszą owiewką anteny pod kadłubem oraz dodatkowymi antenami płetwowymi pod kadłubem. Zlikwidowano również część okien z przodu na prawej burcie. Kolejny zmodernizowany wariant Ił-22M-15 („wyrób 41”) powstał w jednym egzemplarzu. W latach 80., w związku z zaprzestaniem produkcji samolotu bazowego Ił-18, pewna liczba Ił-22M powstała jeszcze w drodze przebudowy cywilnych używanych Ił-18. Ogółem zbudowano około 30 samolotów Ił-22 wszystkich wersji, w tym ok. 10 podstawowego wariantu Ił-22. W toku służby wyposażenie samolotów było modernizowane i układ anten na niektórych się zmieniał. Część samolotów zmodernizowano do wariantu Ił-22M-11, dysponującego m.in. aparaturą retranslacji Sokoł

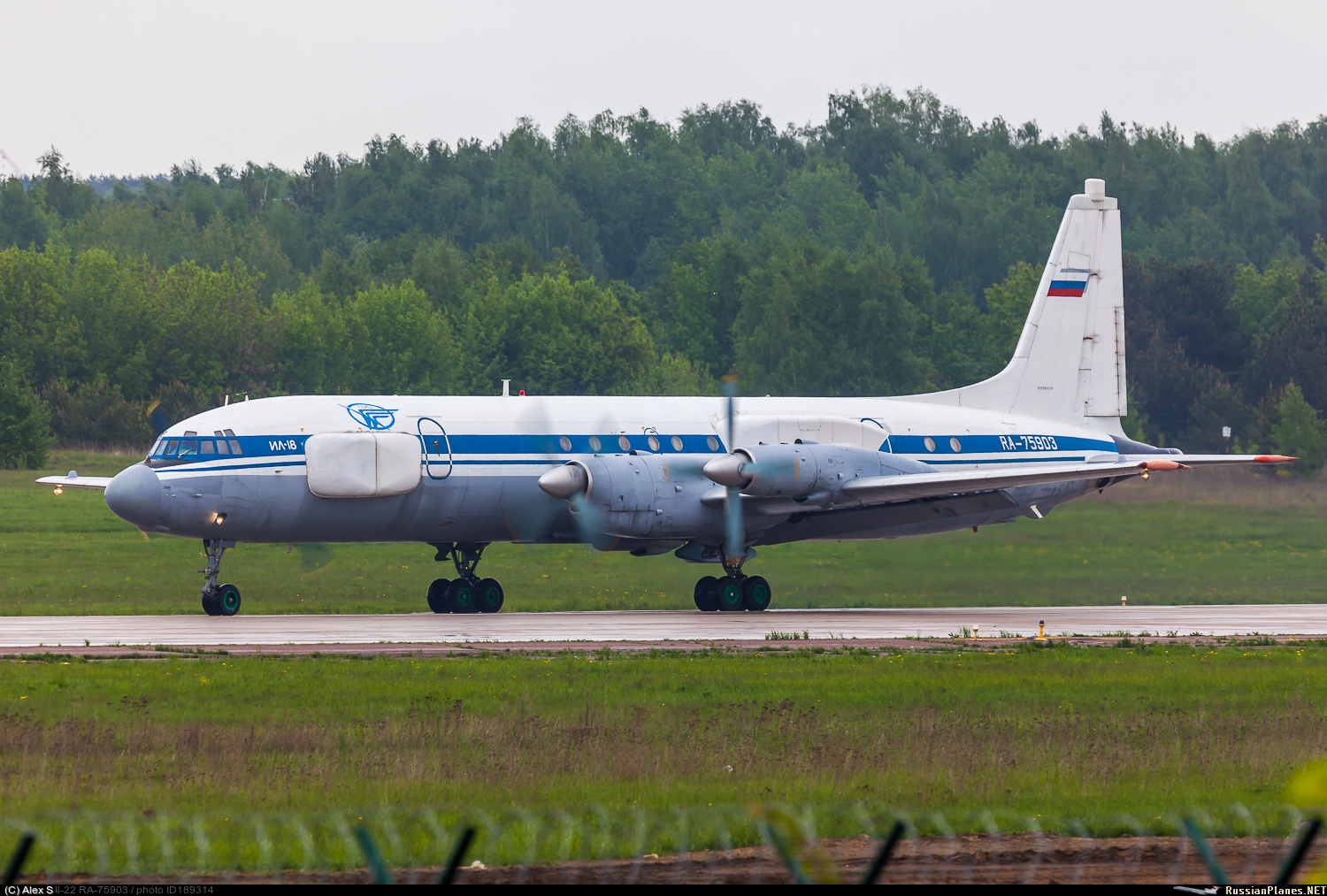
Ił-22PP Porubszczik

### Ił-22PP
Ił-22PP (Ил-22ПП), od postanowszczik pomiech (постановщик помех − stawiacz zakłóceń) jest rosyjskim wariantem samolotu walki radioelektronicznej, noszącym też nazwę kodową Porubszczik (Порубщик). Odróżnia się antenami bocznymi na kadłubie, a także holowanymi. Maszyny powstały przez przebudowę Ił-22/22M w zakładach EMZ, począwszy od zakończenia przez prototyp badań państwowych w 2014 roku. Jako nosiciel systemu został wybrany stary już Ił-22 z powodu braku innych odpowiednich samolotów produkowanych w Rosji, w szczególności pod kątem długotrwałości lotu.

## Służba

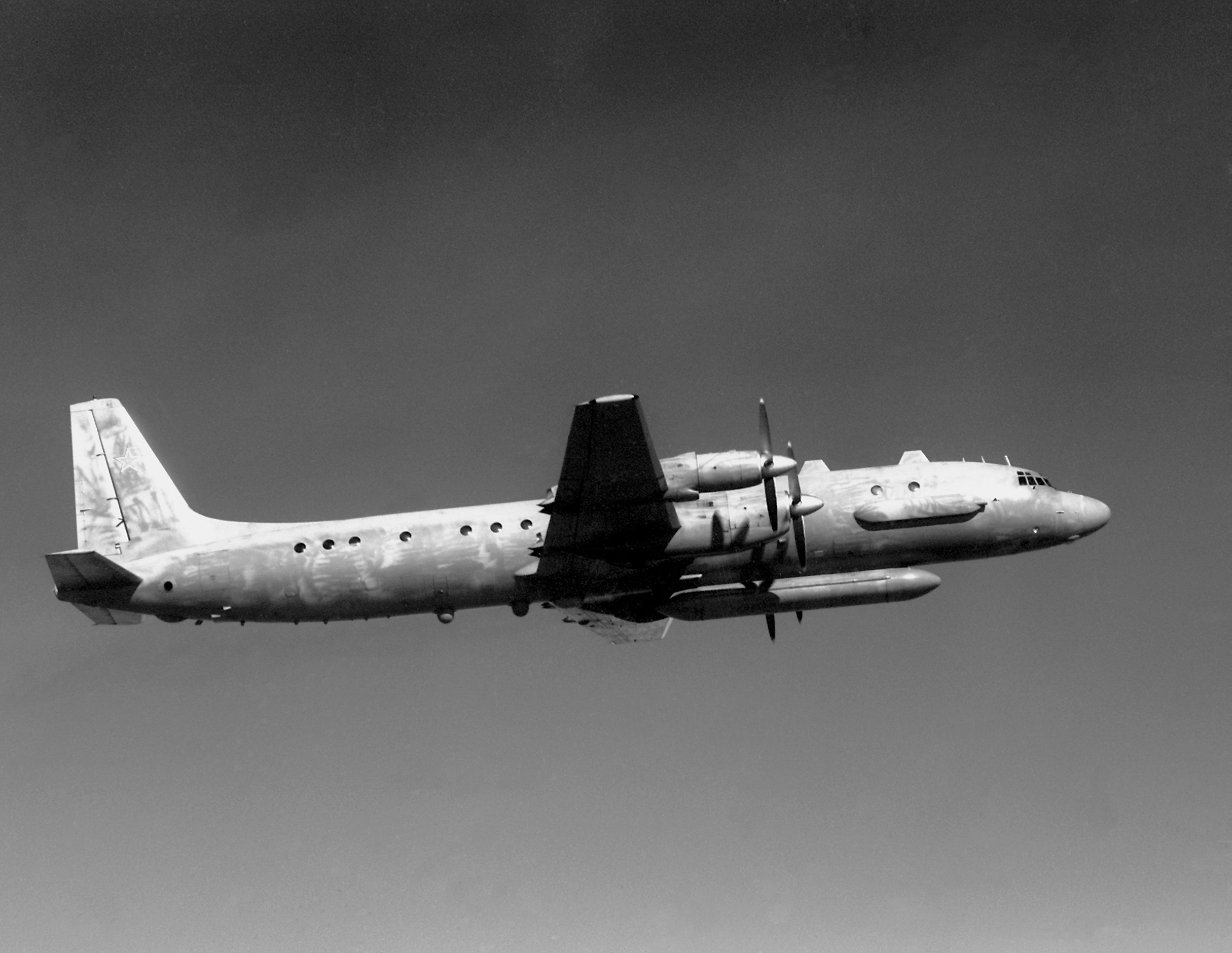
Ił-20 podczas lotu operacyjnego w 1994 – zdjęcie z amerykańskiego samolotu

Pierwsze seryjne samoloty ukończono w 1969 roku ale do jednostek trafiły dopiero w 1971 roku. Było to związane z zakończeniem drugiej fazy badań samolotu prowadzonych w latach 1970 - 1971, dopiero po ich zakończeniu uruchomiono dostawy seryjnych egzemplarzy. Samoloty Ił-20 zorganizowane były w samodzielne rozpoznawcze klucze lotnicze liczące zwykle po dwa samoloty, Otdielnyj Razwiedywatielnyj Awiacjonnyj Otriad - ORAO. Klucze podporządkowane były formalnie dowództwu okręgów wojskowych a operacyjnie jednostkom radiotechnicznym Głównego Zarządu Wywiadowczego Sztabu Generalnego Sił Zbrojnych ZSRR - GRU. Operując z baz w NRD (Oranienburg i Sperenberg) i w Polsce (maszyny stacjonowały w Legnicy) samoloty rozpoznawały zachodnie granice państw Układu Warszawskiego. Bazując w Tbilisi, patrolowały południowo-zachodnie granice. Na dalekim wschodzie Ił-20 operowały z bazy w Chabarowsku. Osiągi samolotu umożliwiały patrolowane w zadanym obszarze, w odległości 1000 km od bazy, przez 3 godziny. Całkowity czas przebywania w powietrzu określono na 8 godzin. Pierwsze doniesienia o nowym radzieckim samolocie rozpoznawczym pojawiły się na zachodzie w 1978 roku, kiedy to po raz pierwszy zaobserwowano i sfotografowano samolot podczas jego lotów nad Bałtykiem. Wtedy również otrzymał swoje oznaczenie kodowe Coot-A. Maszyny pojawiły się również nad Afganistanem podczas radzieckiej interwencji w tym kraju. Po rozpadzie Związku Radzieckiego, dwie maszyny znalazły się na wyposażeniu Siły Powietrznych Ukrainy. Obydwa samoloty, pozbawione specjalistycznego wyposażenia sprzedano cywilnym użytkownikom. 
W Rosji samoloty zostały zgrupowane w pułku lotniczym 8. Dywizji Lotniczej Specjalnego Przeznaczenia (Awiacjonnaja Diwizija Osobogo Naznaczenija - ADON a w latach 2009 - luty 2017 znana jako 800. Baza Lotnicza/Awiacjonnaja Baza). Bazę remontową samolotów tworzy 20. Lotniczy Zakład Remontowy mieszczący się w mieście Puszkin. Ił-20 wziął również aktywny udział w akcji mającej na celu zlikwidowanie Dżochara Dudajewa w 1996 roku podczas I wojny czeczeńskiej. Do działań nad Czeczenią skierowano samoloty z 106. 108. i 114 ORAO. W działaniach nad Czeczenią okazało się, że aparatura nasłuchowa zamontowana na samolocie radzi sobie dużo gorzej niż cywilne urządzenie skanujące AOR AR-2800. Kosztujący kilkaset dolarów aparat został zakupiony i trafił na wyposażenie Ił-20. W latach 90 XX w. samoloty ze względów finansowych i zużycia były coraz mniej używane. Wraz z nastaniem władzy Władimira Putina i dzięki zwiększeniu pieniędzy na obronność w XXI w., po modernizacji Iły zwiadu elektronicznego ponownie wykonują zadania do dziś. W ostatnim czasie coraz częściej pojawiają się doniesienia o aktywności tych samolotów (stan na 2014).
Ił-20M (możliwe, że również jego zmodernizowana do standardu MS wersja) wykorzystywany był w działaniach, jakie Siły Powietrzne Federacji Rosyjskiej podjęły podczas wojny domowej w Syrii. Samolot wykorzystywany był do regularnych lotów rozpoznawczych. 
17 września 2018 roku z bazy lotniczej w Humajmim o godzinie 20:31 wystartował Ił-20M o rejestracji RF-93610, na pokładzie samolotu znajdowało się piętnaście osób, członków rosyjskiego personelu wojskowego w Syrii. Statek powietrzny miał do wykonania lot patrolowy nad prowincją Idlib, na terenie której toczą się walki z antyrządową rebelią. Między godziną 21:39 a 21:42 Izrael poinformował stronę rosyjską o zbliżającym się ataku na cele położone w północnej Syrii. O 21:40, izraelskie samoloty F-16I, zbliżające się w kierunku Syrii od strony Morza Śródziemnego, wykonały atak, wypuszczając szybujące bomby lotnicze GBU-39, a następnie zawróciły na zachód. W momencie ataku, F-16 znajdowały się nad wodami międzynarodowymi. Rosyjski Ił-20M otrzymał tymczasem rozkaz natychmiastowego lądowania w bazie Humajmim, położonej w będącej właśnie pod izraelskimi bombami prowincji Latakia. O 21:59, pojedynczy, biorący udział w ataku F-16I zawrócił z powrotem w stronę syryjskiego wybrzeża. W tym samym momencie, od strony morza do lądowania podchodził Ił-20M. Izraelski F-16I znalazł się dokładnie za rosyjskim samolotem. Syryjski 49 Pułk Obrony Przeciwlotniczej wystrzelił rakietę S-200 Wega. Pocisk poraził rosyjski samolot o 22:03. O tej godzinie załoga Iła poinformowała o pożarze na pokładzie i uruchomieniu procedury awaryjnego lądowania. O 22:07 samolot zniknął z ekranów radarów. O 22:29 Rosjanie poinformowali stronę izraelską o zaginięciu własnego samolotu. Dzień później, 18 września 2018 roku, Rosjanie potwierdzili zestrzelenie przez syryjską obronę przeciwlotniczą rakietą S-200 swojego Ił-20M. Wrak zlokalizowano 27 km od syryjskiego brzegu. Wraz z samolotem zginęła cała, 15-osobowa załoga. Według słów rzecznika sił zbrojnych Izraela, w chwili odpalenia S-200, F-16I znajdowały się już nad macierzystym terytorium i szykowały się do lądowania.
Samoloty dowodzenia Ił-22M brały udział także w inwazji Rosji na Ukrainę. Według informacji rosyjskich, 3 kwietnia 2022 roku Ił-22M został uszkodzony wybuchami dwóch ukraińskich rakiet przeciwlotniczych 9K37 Buk, lecz powrócił na lotnisko bez strat w załodze. Samolot Ił-22M numer RA-75917 został następnie zestrzelony przez zbuntowane wojsko Grupy Wagnera 24 czerwca 2023 roku w okolicy Woroneża, pociskiem rakietowym zestawu Pancyr-1. Zginęła cała 8-osobowa załoga. 14 stycznia 2024 roku natomiast około godz. 21 samolot Ił-22M-11 Zebra został uszkodzony prawdopodobnie ukraińskim pociskiem przeciwlotniczym Patriot nad rejonem geniczeskim, po czym miał awaryjnie lądować na lotnisku Anapa. Według niektórych źródeł był to samolot o numerze RF-75106. Ujawniono jednak następnego dnia w mediach społecznościowych zdjęcie ogona samolotu tego typu stojącego na lotnisku, poszatkowanego odłamkami, o numerze RF-95678.

## Wersje
- Ił-18D Igła (wyrób 20) – prototyp samolotu
- Ił-20M (wyrób 17) – wersja ze zmodernizowanym wyposażeniem rozpoznawczym, wyprodukowano 20 samolotów
- Ił-20M1 – wersja ze zmodernizowanym wyposażeniem rozpoznawczym
- Ił-20RT – samolot telemetryczny do testowania technologii rakietowej
- Ił-18RTŁ – samolot do testowania technologii rakietowej (telemetrii, latające laboratorium), jeden samolot
- Ił-22 Bizon – powietrzne stanowisko dowodzenia. Zbudowano 14 samolotów na podstawie projektu wykonanego w biurze konstrukcyjnym Miasiszczewa
- Ił-22M-11 Ziebra (wyrób 40) – Modyfikacja wyposażenia, wykonano 21 samolotów
- Ił-22M-15 (wyrób 41) – Zmodernizowane wyposażenie specjalne, przebudowano tylko jeden samolot przed rozpadem ZSRR
- Ił-22PP Porubszczik – samolot walki radioelektronicznej
- Ił-20MS – planowana modernizacja samolotów w ramach programu „Recenzent” z nowym kompleksem rozpoznawczym NW1.17